# Tang Jingzong
Tang Jingzong (chinois : 唐敬宗 ; pinyin : táng jingzōng, 22 juillet 809 – 9 janvier 827) est un empereur chinois taoïste de la dynastie Tang. Son nom de naissance est Li Zhan (李湛). Il règne de 824 à 827. C'est le fils de Muzong et le frère de Wenzong et Wuzong.
En 827, les eunuques assassinent l'empereur Jingzong et le remplacent par Wenzong, qu'ils placent sous leur coupe. 